# Mikrosomy
Mikrosomy – jedna z frakcji homogenatu komórkowego, wydzielana podczas wirowania frakcjonującego (różnicowego) lub wirowania w gradiencie gęstości. Stanowią ją drobne pęcherzyki pochodzące z błon siateczki śródplazmatycznej, cystern aparatu Golgiego oraz błony komórowej. Wykorzystuje się je w badaniach nad biosyntezą białka.